# نزاع هيئة تحرير الشام–جنود الشام
اشتباكات إدلب واللاذقية هي سلسلة اشتباكات متواصلة بين هيئة تحرير الشام وعدة فصائل جهادية متنافسة تعمل في محافظتي إدلب واللاذقية. بدأت الاشتباكات بعد أن طلبت هيئة تحرير الشام من الزعيم الجهادي أبو مسلم الشيشاني توضيح موقفه من الملاحقة بعد أن اتهموه ومجموعته بإيواء عناصر تنظيم الدولة الإسلامية (داعش).

## الاشتباكات
بدأت الاشتباكات في 25 أكتوبر في جسر الشغور وجبل التركمان وما حولها بعد أن هاجمت قوات هيئة تحرير الشام مقر فصيل جنود الشام، إثر رفض تقديم بعض عناصرها للمحاكمة في إطار حملة داخلية وعملية أمنية من قبل الهيئة. سرعان ما ضمت الاشتباكات جند الله (وهم مجموعة من الجهاديين الأتراك والأذريين في الغالب) وجند الإسلام وجهاديين أجانب غير منتسبين. تصاعد التوتر عندما اعتقلت جماعة جند الله العديد من مقاتلي الهيئة تحرير الشام في جبال التركمان. وردًا على ذلك، أحضرت الهيئة ما يصل إلى 100 مركبة بأسلحة ثقيلة باتجاه شمال اللاذقية. وفي اليوم نفسه، اقتحمت هيئة تحرير الشام مقر جند الله في جسر الشغور.
في 26 أكتوبر، وبعد ساعات من القتال، استولت قوات هيئة تحرير الشام على تلة أبو عارف في جبل التركمان من جند الله، عقب مقتل 7 من عناصرها. كما قُتل 4 عناصر من الهيئة أثناء القتال. وبعد وساطة الحزب الإسلامي التركستاني في سوريا، أبرمت هيئة تحرير الشام اتفاقًا مع فصيلين متنافسين اتفقا على مغادرة جبل التركمان، لكن بعض أعضاء الفصائل رفضوا واستمروا في القتال. في وقت لاحق، ألقت قوات الهيئة القبض على 3 جهاديين شيشانيين رفضوا الالتزام بالاتفاق. تضمن الاتفاق نقل السجناء.
في 27 أكتوبر، وردت أنباء عن اشتباكات عنيفة بين جند الله وجنود الشام وهيئة تحرير الشام على جبهات جبل التركمان في اللاذقية.
في 28 أكتوبر، اعتقلت هيئة تحرير الشام رجلين بعد اقتحام قرية دير حسان، لمشاركتهما في تظاهرة ضد القتال في اللاذقية. وفي اليوم نفسه، قُتل مسؤول أمني في هيئة تحرير الشام، شارك في عمليات مناهضة لتنظيم الدولة الإسلامية في المنطقة، برصاص مسلحين مجهولين في معرة مصرين. كما قُتل فلسطيني من فيلق الشام بانفجار عبوة ناسفة في مدينة بنش. انتهى القتال عقب أن تمكنت الهيئة تحرير الشام من أسر اثنين من قادة جند الله الميدانيين مع أبو موسى الشيشاني شقيق مسلم الشيشاني زعيم جنود الشام. نتيجة لذلك، اضطر مسلم الشيشاني إلى قبول شروط هيئة تحرير الشام لنقل رجاله إلى إدلب.

## العواقب
في 29 أكتوبر، أفادت الأنباء أنه في أعقاب الاتفاق بين هيئة تحرير الشام وجنود الشام وجند الله، فقد أعدمت الهيئة عدة أعضاء أجانب من الجماعات الجهادية على الخطوط الأمامية في جبل التركمان.